# Історія Сирії
Історія Сирії — історія території, на якій знаходиться Сирійська Арабська Республіка
Сучасна сирійська держава з'явилася після Першої світової війни, коли Франція отримала від Ліги націй мандат на управління Сирією і Ліваном, а Велика Британія — Палестиною і Трансйорданією. До цього часу поняття «Сирія» включало ці чотири країни і невеликі райони на півдні сучасної Туреччині і на північному заході Іраку. Таким чином, історія Сирії до 1920-х років відноситься до набагато більшої території (т. зв. Великої Сирії). Історія сучасної держави Сирія починається з 1919.

## Доісторичний період

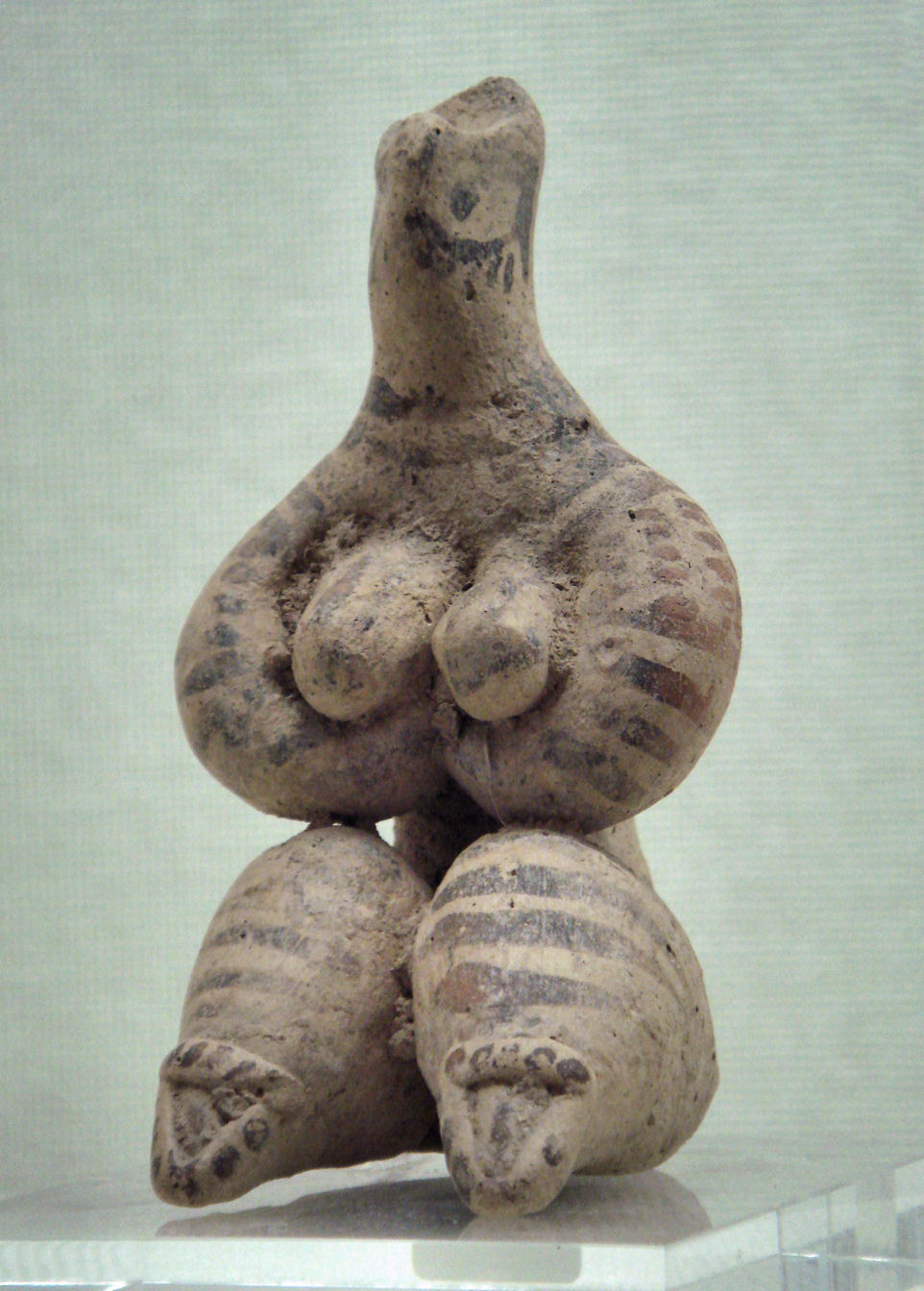
Жіноча статуетка, Сирія, 5000 років до нашої ери. Музей Стародавнього Сходу.

Перші сліди перебування людини на території Сирії відносяться до епохи раннього палеоліту. У 12-10 тис. до н. е. поширились поселення людей натуфійської археологічної культури. В подальшому ці поселення розвинулись у культуру докерамічного неоліту (10-7 тис. до н. е.). У неолітичну епоху і наступні тисячоліття країна була свого роду мостом між Міжріччям, Малою Азією, Аравією і Єгиптом; в неї неодноразово переселялися сусідні народи і племена. У 6-5 тис. до н. е. територією країни розселились племена халафської культури. Протягом 5-4 тис. до н. е. їх змінила убейдська культура. Близько 3500-3100 рр. до н. е. убейдську культуру змінила культура Урук, яка поширилась з території Месопотамії. Про найдавніше, досемітське населення Сирії відомо дуже мало. Перше переселення семітських племен (амореїв) відбулося на початку 3 тисячоліття до н. е. У цей період населення вже займалося землеробством і скотарством, а політична влада знаходилася в руках племінних вождів. Через узбережжя сучасного Лівану в Сирію проникав єгипетський культурний вплив.

## Стародавня історія

Сирія у 13 ст. до н. е.

На основі розкопок у районі Телль-Мардіха, за 40 км на південь від Халеба, встановлено, що бл. 2500 до н. е. там знаходилася столиця багатої і сильної держави Ебла. При розкопках було виявлено палацову бібліотеку, що складається з 17 тис. глиняних табличок, серед них — самий ранній з відомих у світі двомовний словник. Виборний глава і сенат Ебли, що складався із знаті, правили північною Сирією, Ліваном і частиною території північної Месопотамії. Його головним противником було царство Марі в долині Євфрату. Ебла вела активну торгівлю деревиною, тканинами і металевими виробами з невеликими державами-містами долини Євфрату і північної Персії, а також з Кіпром і Єгиптом. Між Еблою, з одного боку, і ассирійським містом Ашшур на півночі Месопотамії і містом Хамазі на півночі Персії — з іншого, були укладені договори про дружбу. У 23 ст. до н. е. Ебла була завойована Аккадом, її столиця була стерта з лиця землі. Були також і інші міста-держави, зокрема такі як Емар.

Після 2300 до н. е. в Сирію кількома хвилями вторглися ханаанські племена. У країні склалися численні дрібні держави, а на узбережжі укріпились фінікійські міста (Уґарит та ін.). В 19 ст. до н. е. одне з ханаанських племен — амореї заснувало свої держави — Ямхад і Катна. У подальші століття її територія стала об'єктом завоювання з боку сусідніх держав. 

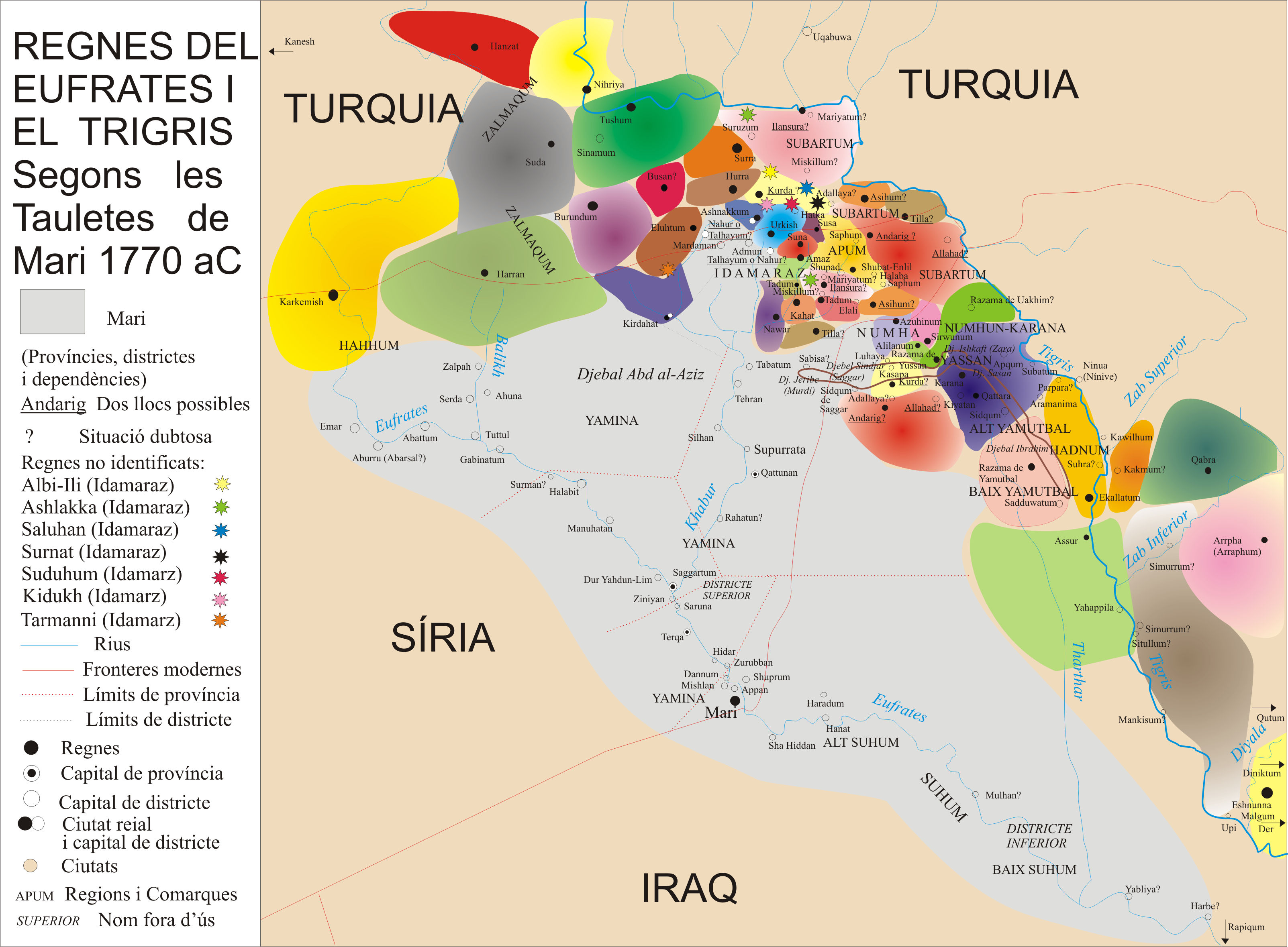
Верхня Месопотамія близько 1770 р. до н. е.

Близько 1760 до н. е. частину Сирії завоював вавилонський цар Хамурапі, який знищив державу Марі. У 18-17 стст. до н. е. країна знаходилася під владою гіксосів, одним з їх міст-держав було Кадеш, потім північним районами заволоділи хетти, а в 1520 до н. е. встановилося панування царства Мітанні. В 15 ст. до н. е. між Мітанні та єгипетським Новим царством йшла війна за володіння Сирією, у якій Тутмос III отримав перемогу та просунув кордони своїх володінь до р.Євфрат. З 1400 до н. е. у внутрішні райони Сирії почали вторгатися і переселятися семітські племена арамеїв. На півдні з 16 ст. до н. е. існувало місто Дамаск, що стало великим торговельним центром. Спочатку він знаходився під владою єгипетських фараонів. У 15 — 13 ст. до н. е. на заході Сирії утворилась аморейська держава Амурру зі столицею в Цумурі.

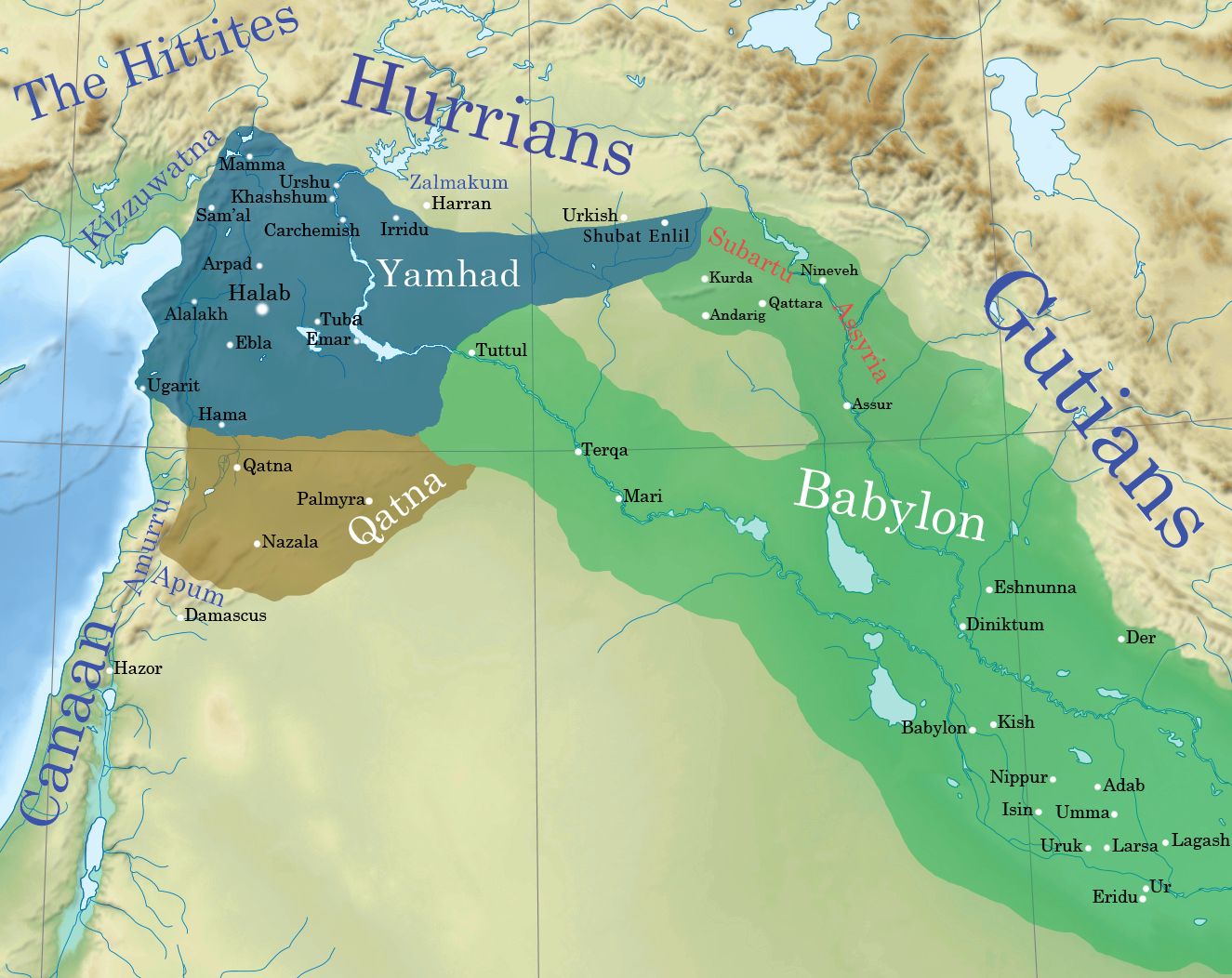
Держави Сирії у 18-17 ст. до н. е.

Запекла боротьба за Сирію розгорнулася між єгипетським Новим царством і державою хеттів. Після 1380 до н. е. влада над Сирією належала хеттам. Фараон Рамзес II намагався відвоювати її, але не зумів добитися успіху у вирішальній битві поблизу Кадеша (в околицях сучасного Хомса) в 1285 до н. е. Але після розпаду держави хеттів (близько 1200 до н. е.) Сирія знову розпалася на ряд дрібних держав, які очолювали місцеві династії.
Наприкінці 11 ст. до н. е. Дамаск та інші райони Південної Сирії були підкорені царем Ізраїльсько-Юдейської держави Давидом. Однак вже у другій половині 10 ст. до н. е. Дамаск знову здобув незалежність і став самостійним арамейським царством. У 9-8 стст. до н. е. Сирія була завойована ассирійцями, в 605 до н. е. — вавилонянами, в 539 до н. е. — персами, які створили тут свою провінцію Заріччя.

## Класична античність

### Еліністична Сирія
У 333 до н. е. Сирія опинилася під владою Александра Македонського, а після розпаду створеної ним імперії — династії Селевкидів (301 до н. е.). У цей час країна переживала підйом елліністичної культури; сирійські міста суперничали з Александрією і містами Малої Азії. У 2 ст. до н. е. держава Селевкидів почала розпадатися, проте Сирія залишалась ядром їхніх володінь. У 1 ст. до н. е. країна зазнала нападів парфян і вірмен, а в 66 до н. е. була завойована Римом.

### Римська Сирія

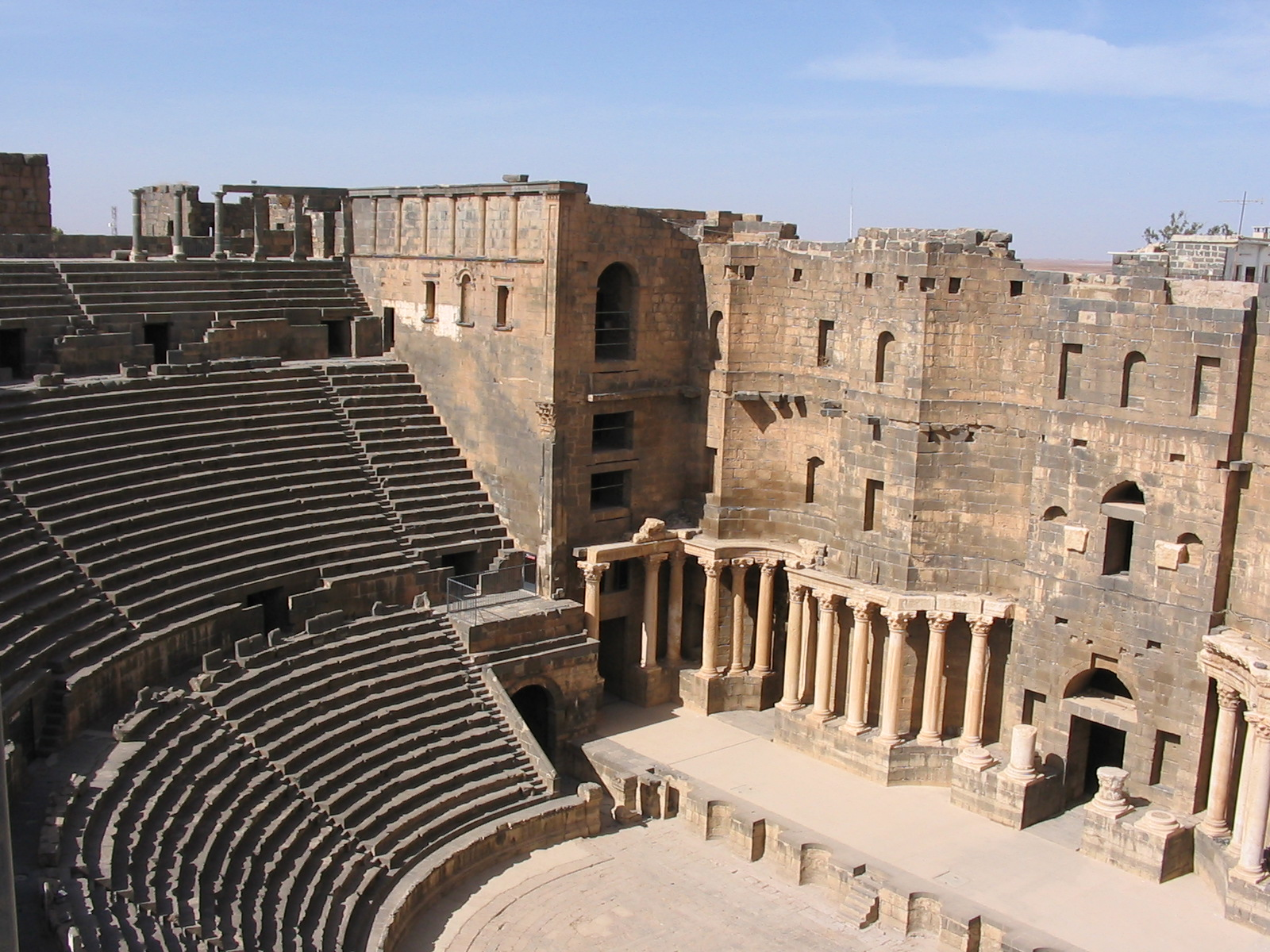
Римський театр в Босрі

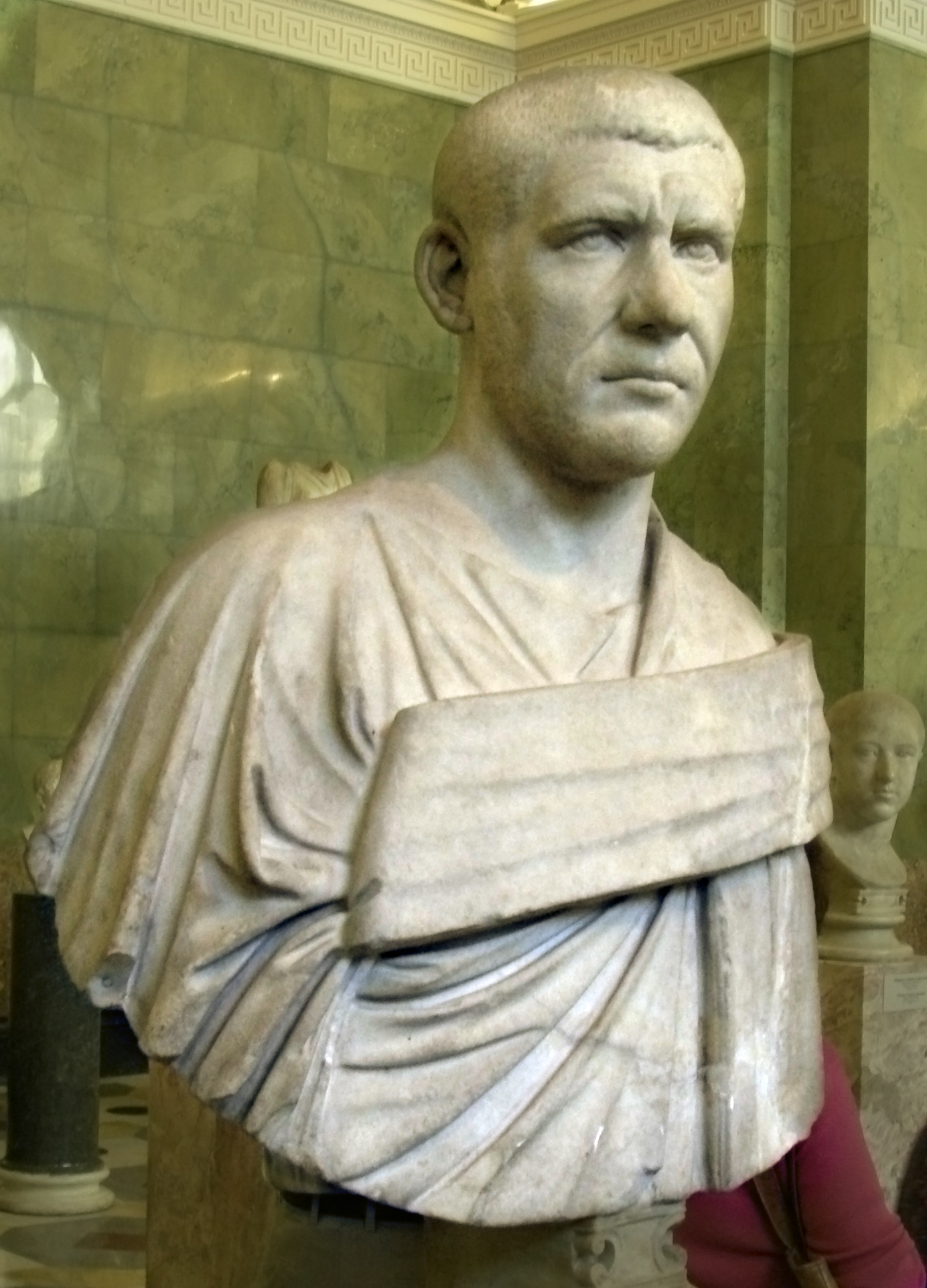
Філіпп Араб, римський імператор

У римський період сирійці славилися по всьому Середземномор'ю своїми торговцями, воєначальниками, вченими, правознавцями, жрецями і чиновниками. В 193—235 імперією правила династія Северів — вихідців з Сирії. Країна була одним з центрів поширення християнства, а місто Антиохія стало резиденцією патріарха Сходу.
У середині 3 ст. н. е., під час кризи у Римській імперії, на володіння територіями Сирією почали претендувати як іранські Сасаніди (масштабне вторгнення 250-х років), так і менші царства і племена. Деякі з цих державних утворень, наприклад Пальміра, Едеса і Хатра, були арабськими і мали тісні політичні й економічні зв'язки з бедуїнами Північної Аравії і Трансйорданії. За лояльність арабських вождів південної Сирії боролися спочатку римські намісники, а потім царі Сасанідського Ірану.
У 270 цариця Пальміри Зенобія підняла повстання проти римської влади і оголосила себе імператрицею Сходу. Пальміра стала столицею великої держави, куди входили Сирія, Мала Азія і Єгипет. Втім, це ефемерне утворення проіснувало недовго і вже у 273 Пальміру зруйнували римські війська.

#### Візантійський період (395-636/37)
Після розпаду Римської імперії в 395 Сирія опинилась у складі Візантії, при цьому Антиохія була другим за значенням (після Константинополя) її центром.
Коли в середині 6 ст. візантійці почали будівництво нових укріплень, Сасаніди пішли в наступ, внаслідок якого була спустошена Антіохія. Війна в південних районах Сирії продовжувалася 50 років і завершилася захопленням персами Єрусалима в 614. Сасанідські полководці правили Сирією приблизно до 630, коли Візантія повернула собі найбільші міста регіону і спробувала відродити союз з бедуїнами східної Сирії і північної Аравії.
Втручання візантійців у справи племен, що населяли прикордонні з Сирією місцевості, стало перешкодою на шляху поширення ісламу з центральної Аравії і південного Іраку. Ісламські правителі Мекки і Медіни протягом тривалого часу підтримували добрі відносини з купцями сирійських міст Бостра і Газза, каравани яких перевозили зерно і прянощі між Єменом і Трансйорданією. Щоб забезпечити ці торгові шляхи і схилити південносирійських бедуїнів до прийняття ісламу, пророк Мухаммед починаючи з 631 направив кілька експедицій у пустельні райони навколо Дамаска і Газзи. Після того як всі спроби добитися переконливої перемоги над візантійцями і союзними ним племенами закінчилися невдачею, з південного Іраку в Дамаск у 634 було перекинуто загін під керівництвом арабського полководця Халіда ібн аль-Валіда. Після перемог при Аджнадайні, Фахлі і Мардж-ес-Суффарі його війська увійшли в Бостру і Дамаск, а в 635 зайняли Баальбек і Хомс. Однак візантійська армія чисельністю бл. 100 тис. осіб, в яку входили також вірмени, жителі Халеба і Антиохії та сирійські бедуїни, пішла в контрнаступ. Восени 636 вона зійшлася в запеклій битві на р. Ярмук зі значно меншими силами мусульман, на стороні яких у цьому бою билися і жінки. Розгромлені візантійці втекли, а їх переможці знову захопили Дамаск і Хомс. Незабаром після падіння Єрусалима в 638 і Газзи їм здалися Халеб, Антиохія, Хама і важливе в стратегічному відношенні місто Кіннасрін. У гірських районах навколо Цезареї (Кесарії), Латакії, Триполі та Сідона (сучасна Сайда) опір мусульманам продовжувався до середини 640-х років.

## Середньовіччя

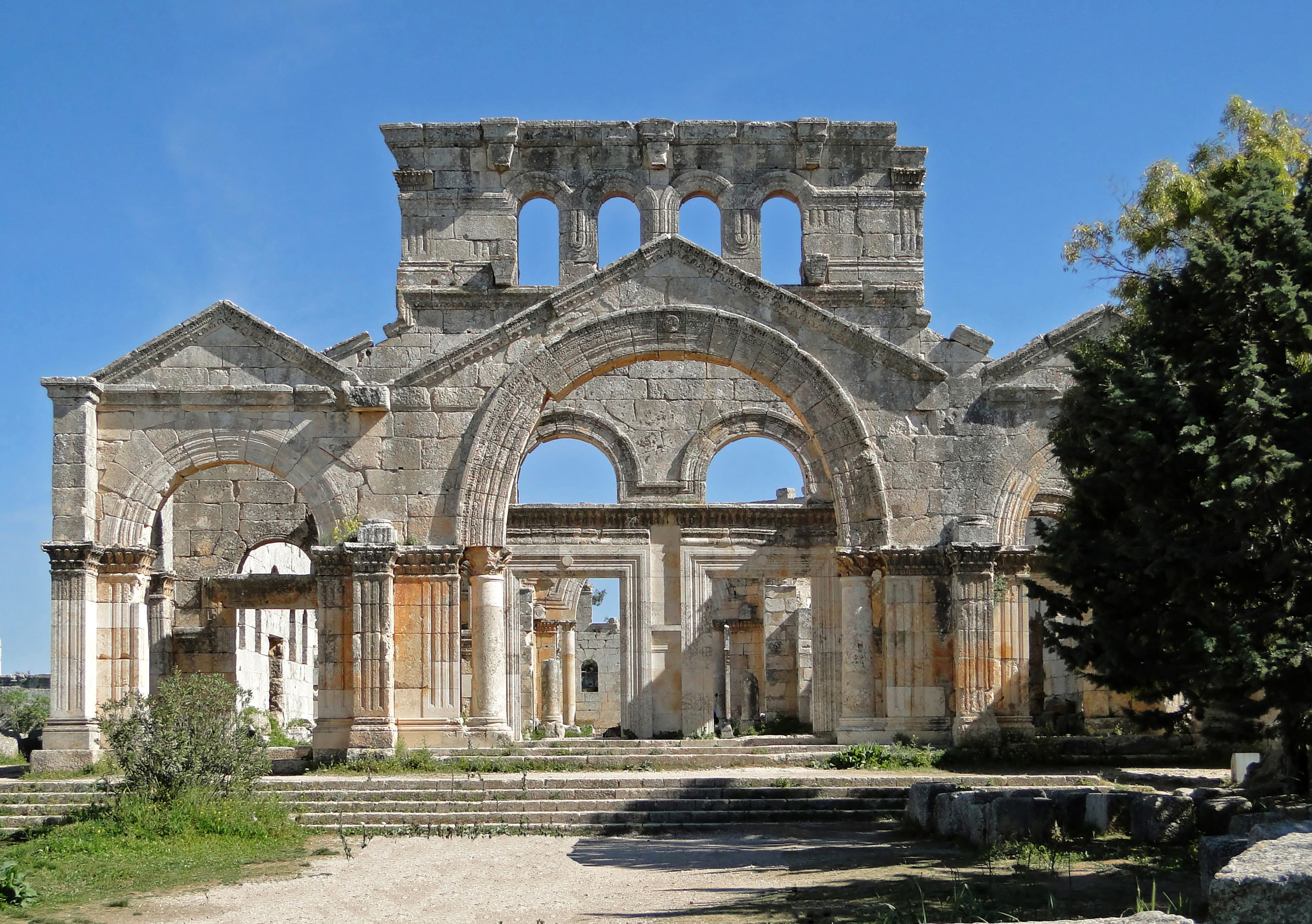
Церква Святого Симеона Стовпника біля Халеба, її вважають однією з найстаріших церков у світі

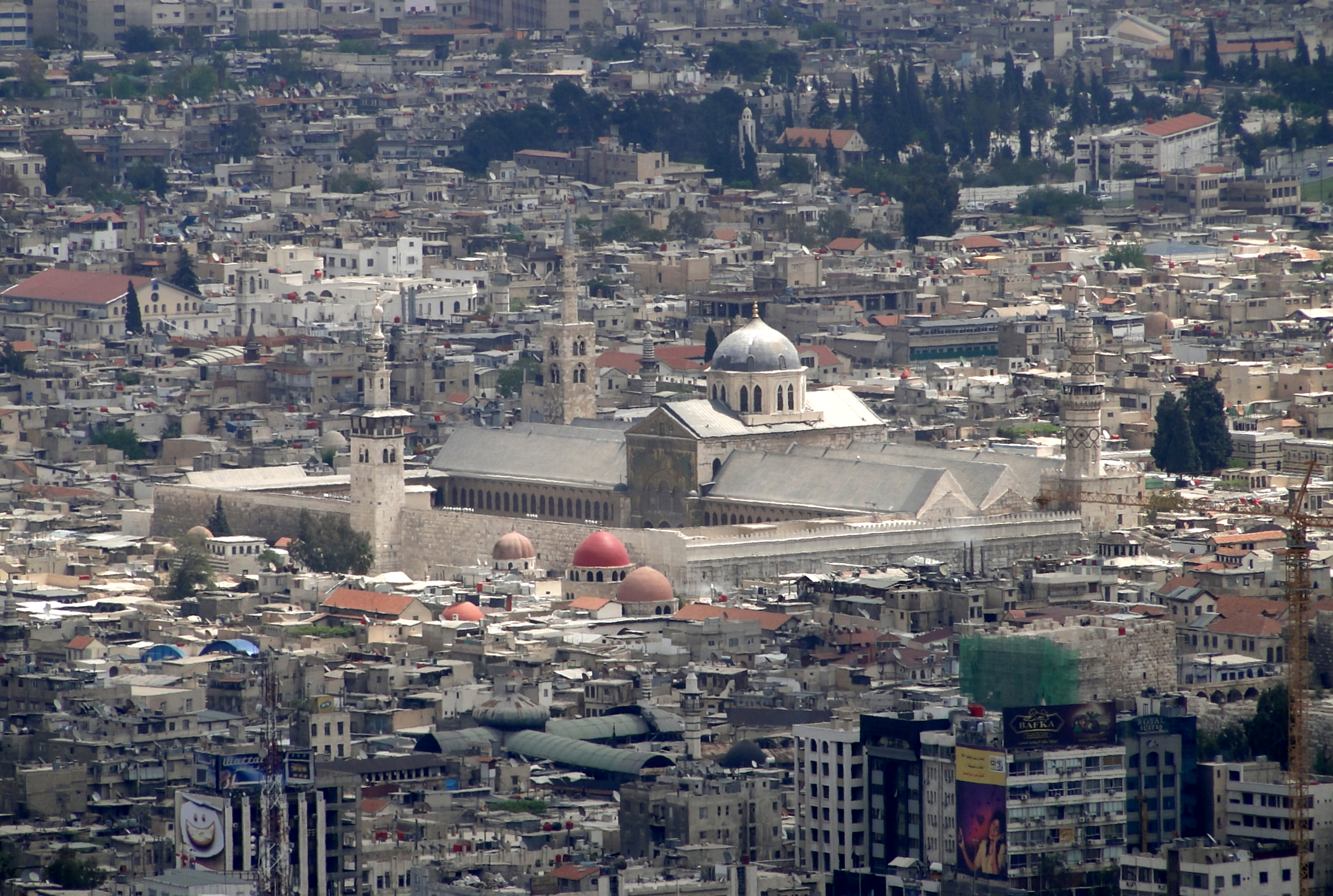
Мечеть Омеядів у Дамаску

### Перший мусульманський період
Ще за життя покоління, яке завоювало Сирію, багатство, рівень розвитку ремесел і населеність сирійських міст спонукало прихильників ісламу до перенесення центру ісламської держави в Дамаск (з Мекки і Медіни). Починаючи з 661 р., коли правитель Сирії Муавія оголосив себе халіфом, і аж до 750 р. Дамаск залишався резиденцією правителів династії Омеядів і столицею Арабського халіфату. Держава Омеядів знаходилася під керівництвом сирійців, причому як мусульман, так і християн, а сирійські солдати воювали з військами візантійських імператорів. На зміну грецькій державній мові прийшла арабська. Однак окремі елементи елліністичної спадщини збереглися, оскільки араби поступово перейняли культуру, соціальну організацію і політичну систему, з якими вони зіткнулися в сирійських містах.
У VIII ст. регіональні, релігійні і династичні протиріччя призвели до того, що Дамаск, а разом з ним і вся Сирія втратили своє колишнє значення. Омеядів витіснила династія Аббасидів, яка зробила своєю столицею Багдад. Населення Сирії скоротилося, а її міста втратили свій блиск і благополуччя. Протягом наступних трьох століть за умов відносного зубожіння і політичної нестабільності у регіоні багато сирійців навернулися до ісламу. У побут увійшла арабська мова, хоча в деяких віддалених поселеннях продовжували розмовляти арамейською. Християни, побоюючись за свою безпеку, цілими общинами переселялися у гори.
З початком занепаду династії Аббасидів північні кордони Сирії стали вразливішими для нападів візантійців. У регіоні виникли дрібні мусульманські і християнські князівства, які зверталися за допомогою то до Багдада, то до Константинополя. Процвітали різні єретичні секти, широко розповсюдився шиїзм, який став основою учень алавітів і друзів. З Єгипту (центру фатимідських ісмаїлітів), Персії (центру ассасинів) і Месопотамії проникли таємні вчення, які проповідували революційні політичні, соціальні, релігійні і філософські погляди.
Загальна духовна обстановка в країні сприяла творчості поетів і письменників. При шиїтському дворі Хамданідів у Халебі філософ аль-Фарабі (Фарабі) створив трактати про світогляд Платона і Арістотеля, писав книги з медицини, математики, окультних наук і музики. Тоді ж жив Абу-ль-Фарадж аль-Ісфахані, упорядник антології арабомовної поезії «Книги пісень», яку називали «основоположним джерелом для вивчення художньої літератури». Найвидатнішими представниками сирійської культури тієї епохи були поети аль-Мааррі та аль-Мутанаббі. Перший став особливо популярним за своє Послання про прощення, багато чотиривіршів з якого сильно вплинуло на поезію Омара Хаяма, а ряд фахівців вважає, що під впливом цього твору була написана і Божественна комедія Данте.

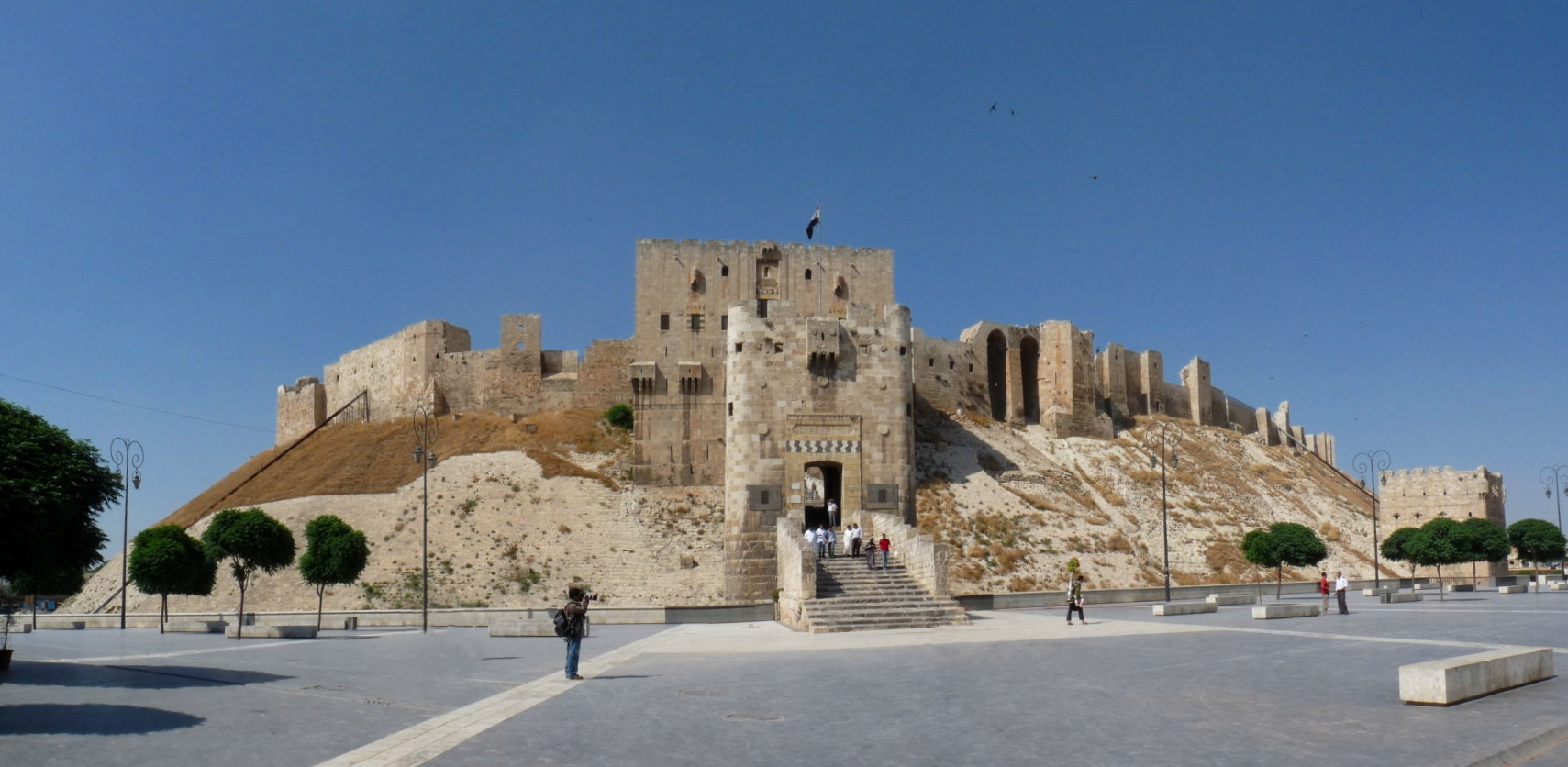
Цитадель Халебу вважають одним з найстаріших та найбільших замків в світі.

### Вторгнення тюрків-сельджуків
Відродження Сирії у Х — початку ХІ ст. було уповільнено завоюванням її внутрішніх районів тюрками-сельджуками, які прийшли з Малої Азії і північної Месопотамії. Племена, що вторглися в Сирію, входили до складу величезної перської держави Сельджукидів, але незабаром розірвали свої васальні стосунки з нею і створили дві самостійні держави зі столицями в Дамаску і Халебі. Сельджуки ніколи не проникали у південну Сирію, яка залишалася під владою таких місцевих правителів, як Танукіди, або знаходилася у васальній залежності від єгипетських Фатімідів. Наприкінці ХІ ст., внаслідок вторгнення хрестоносців із Західної Європи, сталося подальше роздроблення і послаблення Сирії.

### Хрестові походи
Перші європейські лицарі висадилися в Антіохії, а потім і в інших пунктах на узбережжі Середземного моря наприкінці ХІ ст. До початку ХІІ ст. на сирійській території було створено чотири держави хрестоносців: Антіохійське князівство, графство Триполі, Єрусалимське королівство і Едеське графство. Слідом за християнами у регіон вирушили сельджуки. Намісник Мосула емір Маудуд спорядив похід у північну Сирію і в 1111 р. взяв в облогу Халеб. Проти сельджуків виступили місцеві тюркські та арабські лідери, у тому числі правитель Дамаска, який найняв ассасинів для набігів на сельджуків. Однак після його смерті у 1128 р. співробітництво між міською владою і ассасинами припинилося, і новий мосульский емір Зенгі негайно вторгся в північні райони Сирії і зайняв Халеб. Після цього династія Зенгідів за підтримки курдських кіннотників, найнятих як ударна сила, під приводом навислої загрози з боку хрестоносців встановила контроль над усією Сирією.
Один з курдських полководців Салах-ад-дін (Саладін), який прославився військовими експедиціями в Єгипет у 1164, 1167 і 1168 роках, після смерті Нур-ад-діна ібн Зенгі у 1174 р. став на чолі держави Зенгідів і одночасно виступив проти хрестоносців і халіфату Аббасидів в Іраку. У 1187 р. його війська розбили армію Єрусалимського королівства, але були виснажені 3-м хрестовим походом, що був після цього, і який очолили Річард I, Філіп II Август і Фрідріх I Барбаросса. Наступники Салах-ад-діна Айюбіди зберегли контроль над внутрішніми районами Сирії, але змушені були вести наполегливу боротьбу з сельджуцьким Конійським султанатом на півночі, державами хрестоносців на заході і з різними тюркськими державами, що існували в районі Мосула і в західній Персії, на сході. У 1260 р. держава Айюбідів, яка прийшла в занепад, зазнала нашестя монголів під керівництвом Хулагу-хана, який заволодів Халебом і Дамаском, але був зупинений силами мамлюків на чолі з султаном Кутузом у битві під Айн-Джалуті на півночі Палестини.

### Правління мамлюків
Незабаром Бейбарс убив Кутуза і прийняв титул султана. Мамлюкська династія з 1250 р. правила Єгиптом і Сирією. У 1260-ті роки Бейбарс зайняв стратегічно найбільш важливі укріплені пункти ісмаїлітів у горах Сирії. На початку 1290-х років султан аль-Ашраф Салах-ад-дін Халіль захопив останні фортеці хрестоносців на сирійському узбережжі Середземного моря. Вже протягом першого сторіччя правління мамлюків у Сирії було створено ефективну адміністративну систему, відновлено торгівлю як зі Сходом, так і з Заходом. Почався підйом ремесел і сільського господарства. Найбільшого розквіту Сирія досягла, коли нею правив Насир Насир-ад-дін Мухаммед (1310—1341). Але вже під час правління його найближчих наступників внаслідок чуми, що прокотилася по Сирії і посилення торговельної конкуренції з боку держав Анатолії і Північної Африки почався занепад держави мамлюків, що відкрило шлях тюрко-монгольському полководцю Тимуру (Тамерлану) до захоплення Халеба і Дамаска. Захопивши їх у 1401 р., Тимур почав переселяти ремісників з цих міст до своєї столиці Самарканд. Тоді ж мамлюцькі султани у Каїрі звернули увагу на Аравію і землі на берегах Червоного моря, а північна Сирія стала об'єктом зазіхань Тимуридів, османів та інших тюрків. До кінця XV ст. суперництво між мамлюками, османами й іранськими Сефевідами переросло у справжню війну. Скориставшись боротьбою, яку мамлюки змушені були вести проти португальців, що влаштовували набіги на території, які прилягали до Червоного моря, султан Османської імперії в 1516 р. розгромив мамлюцьку армію під Мардж-Дабікою і без великих зусиль підкорив Сирію.

## Османський період

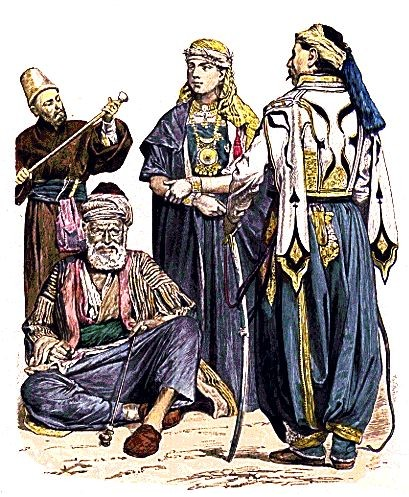
Османсько-сирійський одяг в 19 столітті.

Протягом наступних чотирьох століть Сирія входила до складу Османської імперії і керування нею відбувалося зі Стамбула. Після завоювання османами Сирія (разом з Ліваном і Палестиною) була розділена на 4 провінції (пашалика) з центрами в Триполі, Халебі, Дамаску (в склад останньої входили всі землі на південь від Дамаска до кордону з Єгиптом) і Сайде. Пізніше було створено ще кілька провінцій, у тому числі Ака. На чолі кожної провінції стояв паша, що підкорявся безпосередньо столичній адміністрації. Кожний паша керував підпорядкованою йому територією за допомогою місцевих загонів кавалерії і когорти цивільних і судових чиновників, що користувалися значною самостійністю. Порядок, встановлений в регіоні, сприяв відродженню в XVI ст. торгівлі та виробництва, але після 1600 р. внаслідок міжусобної боротьби периферійної влади, центрального казначейства в Стамбулі і великих торгових будинків економіка поступово занепала. Розширення нідерландської та англійської торгівлі в Середземномор'ї, Південній та Південно-Східній Азії і в басейні Індійського океану прискорило занепад економічної активності Османської імперії наприкінці XVII ст.
У XVIII ст. Халеб і Бейрут перетворилися в головні торговельні центри Сирії; в кількох містах були створені колонії європейських купців (більша частина торгівлі з Європою проходила через їх руки). Для роботи серед місцевих християн багато почало прибувати місіонерів, особливо францисканців та єзуїтів. Контакти місіонерів з місцевою владою призвели до подальшого розшарування сирійського суспільства. Скориставшись ситуацією, впливові місцеві клани подбали про те, щоб стати незалежними від центрального османського уряду. Активізувалася міжусобна боротьба, і в результаті одного з таких конфліктів зазнала поразки секта друзів, яка перемістилася в гірський район на південний схід від Дамаска, що отримав назву гори Ед-Друз. Наприкінці XVII ст. значна частина південної Сирії опинилася під владою акського паші Ахмада аль Джаззара, який намагався модернізувати адміністративну систему і сприяв розвитку економіки.
До кінця XVII ст. європейські держави почали активно втручатися у внутрішні справи Сирії, встановлюючи свої сфери впливу. Так, французи підтримували маронітів та інших сирійських католиків, росіяни заявили про своє право захищати православних, а британці запропонували свою дружбу друзам. У 1798—1799 рр. війська наполеонівської Франції, не зумівши захопити Єгипет, висадилися на сирійському узбережжі. Аль-Джаззару за допомогою британського флоту вдалося зупинити французів біля Аки та змусити Наполеона повернутися у Францію.
Успіхи Сирії в розвитку матеріального виробництва і торгівлі привернули увагу могутнього єгипетського паші Мухаммеда-Алі, армія якого вторглася в країну восени 1831 р. Було встановлено централізоване управління країною. Продовжували розвиватися торгівля та сільське господарство, але вони вже не контролювалися місцевою знаттю. Особливо процвітала торгівля з Європою. Багато торгових операцій проводилося через бейрутський порт. Через імпорт дешевих британських тканин занепали місцеві текстильні ремесла Халеба та Дамаска, тоді ж підвищення попиту на оливкову олію, бавовну і шовк в європейських державах та Єгипті зміцнило позиції сирійських торговців-християн.
Зіткнення в Анатолії між османськими та єгипетськими військами, що розмістилися в Сирії, змусили в 1839 р. європейські держави втрутитися і підтримати авторитет Османської імперії на Близькому Сході. Британські та османські агенти підштовхнули друзів до повстання проти єгипетської армії. До того ж об'єднаний англо-австрійський флот встановив блокаду Бейрута, що примусило воєначальника Ібрагіма-пашу в 1840 р. вивести свої війська з Сирії. З відновленням влади османського султана, Сирія потрапила під дію Англо-османської торгової конвенції 1838 р., що відкривала ринок для європейських товарів. Їх потік зруйнував основні галузі кустарно-промислового виробництва і змусив міських торговців і знать країни активно купувати сільськогосподарські землі. Тенденція до їх переходу у володіння містян, що не проживали в своїх маєтках, посилилася після 1858 р., коли в Османській імперії був ухвалений новий закон, що дозволяв переводити громадські землі в селах в приватну власність за умови сплати більших податків.
У останній чверті XIX ст. в обмін на позики Османській імперії французькі компанії отримали численні концесії в Сирії. Французи вкладали кошти в будівництво сирійських портів, автомобільних доріг та залізниці. В процесі спаду матеріального виробництва зростали антихристиянські і антиєвропейські настрої. Європейське втручання в політичне життя Сирії посилювалося. Це сприяло зростанню невдоволення місцевої арабської еліти османським правлінням. У 1890-ті роки в Халебі, Дамаску та Бейруті виникли товариства, що виступали за незалежність Сирії від Османської імперії. Кількість цих товариств значно збільшилася на рубежі XIX—XX ст. Національна самосвідомість арабів особливо загострилася з приходом до влади молодотурків після липневої революції 1908 р. в імперії. Коли стало зрозумілим, що младотурки будуть захищати насамперед інтереси тюркомовного населення, кілька таких організацій очолили сирійці, які виступали за автономію арабських провінцій.

## Сучасна історія

### Перша світова війна
На початку Першої світової війни верховне командування османських військ перекинуло арабські дивізії 4-ї османської армії в Геліболу (на березі протоки Дарданелли). Багатьох керівників національно-визвольного руху глава цивільної та військової адміністрації Сирії Джемаль-паша наказав заарештувати або депортувати. Проте підтримка арабських націоналістів на місцях зростала внаслідок серйозної кризи в усіх галузях економіки, що була зумовлена підвищенням податків на військові потреби і британською блокадою середземноморських портів у період війни. Поштовхом для подальшого підйому руху стало повстання, яке очолив в Аравії, заручившись підтримкою англійців, шериф Мекки Хусейн ібн Алі, який сподівався таким чином створити незалежне арабське королівство. Коли ж арабська армія на чолі з його сином Фейсалом ібн Хусейном у жовтні 1918 р. вступила в Дамаск, її зустріли як визволительку. Місто було оголошено резиденцією незалежного уряду всієї Сирії. Одночасно в Бейруті була створена власна арабська адміністрація. На відповідальні пости в обох містах були призначені вихідці з Сирії, що отримали досвід адміністративної роботи в Османській імперії та Єгипті. Обидві адміністрації делегували своїх представників на Загальний сирійський конгрес в Дамаску, зібраний у липні 1919 р., де була прийнята резолюція, що закликала до проголошення повної незалежності Сирії, створення конституційної монархії на чолі з Фейсалом і забезпечення правового захисту меншинам.
На початку 1920 р. постало Арабське Королівство Сирія — перша арабська держава, створена в новітній час. І хоча вона офіційно протрималась менше року (8 березня — 24 липня 1920), її існування має тривалий вплив в арабському світі й до сьогодні.
У той час, як сирійські націоналісти виступали за автономію, представники Великої Британії і Франції взялися за обговорення питання про майбутній державний устрій Сирії. Домовленості між ними знайшли втілення в рішеннях конференції в Сан-Ремо у квітні 1920 р., відповідно до яких уряд Фейсала в Дамаску розпускався, Франція отримувала мандат Ліги націй на управління Сирією і Ліваном, а Велика Британія — на управління Палестиною та Трансйорданією. Звістка про рішення конференції в Сан-Ремо викликала хвилю обурення в найбільших сирійських містах, а представники національної еліти запропонували відомому поміщику Гашиму аль Атасі очолити відверто антифранцузький уряд. Фейсал спробував стати посередником між ворожими націоналістами та французами, визнавши в липні 1920 р. мандат Ліги націй та використовуючи новобранців для придушення виступів у містах. Коли французькі війська здійснили похід на Дамаск, щоб захопити владу, група добровольців, намагаючись зупинити їх наступ на столицю, зайняла оборону в районі гірського проходу Маїсалун. До них приєднався загін військового міністра Юсуфа Азме, який, однак, був розбитий, а 25 липня французькі війська зайняли Дамаск та встановили контроль над усією Сирією. Фейсал був висланий за межі країни. У 1921 р. англійці оголосили Фейсала королем Іраку, на якого вони також отримали мандат, а його старшого брата Абдаллаха ібн Хусейна зробили спочатку еміром, а потім королем щойно створеного емірату Трансйорданія.

### Французький мандат

Французький мандат

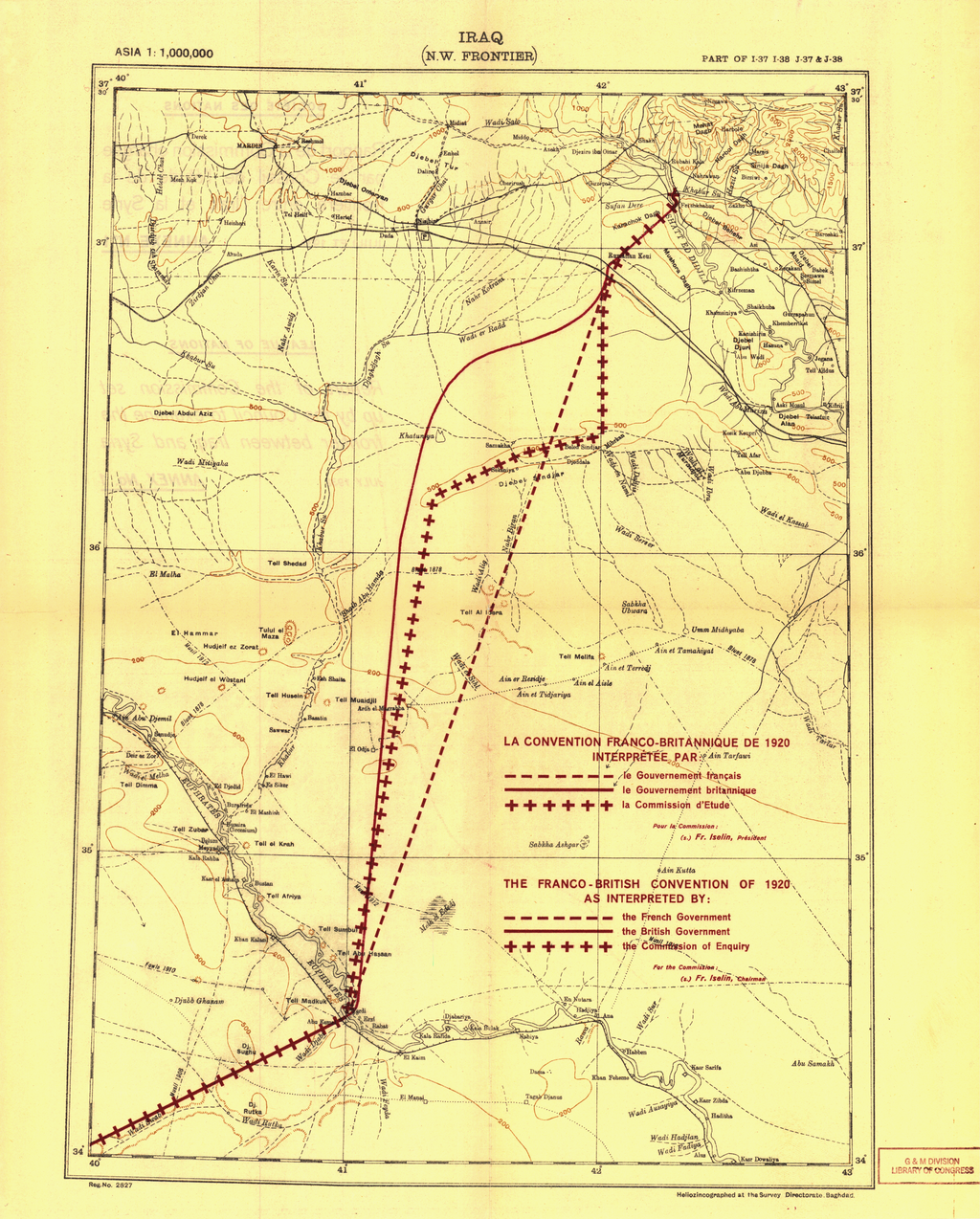
Карта кордону між британськими та французькими територіями

Християнський маронітський район у Гірському Лівані було розширено шляхом приєднання до нього населених переважно мусульманами долини Бекаа і міст Триполі, Бейрут, Сайда і Сур (Тір). Іншу частину Сирії було розділено на п'ять напівавтономних одиниць: Дамаск, Халеб, Латакію (область проживання алавітів), Джебель-ед-Друз (область проживання друзів з центром у Ес-Сувейді) та Александретту (сучас. Іскендерун, переданий Туреччині у 1939). Крім того, на крайньому північному сході країни на околицях Раккі та Дейр-ез-Зора було виділено окремий округ, яким керували безпосередньо з центру. Політичними справами цих територій відав верховний комісар Дамаска, який призначав усіх урядових і місцевих чиновників і відповідав за режим надзвичайного стану, запровадженого у 1920. Умови мандата відкривали сирійський ринок для вільного доступу на нього всіх держав-членів Ліги націй. У результаті країну наповнили заморські товари. Особливо негативну роль імпорт зіграв для сирійської текстильної промисловості: за період між 1913 і 1926 чисельність ткачів у Халебі скоротилася наполовину, а кількість діючих ткацьких верстатів, — на ⅔. Через безробіття, що досягало в містах майже 25 %, і припливу великої кількості вірменських біженців із Туреччини, які шукали навіть низькооплачувану роботу, сталося падіння рівня заробітної плати.
У 1925 друзи з Джебель-ед-Друза вчинили заколот проти французів. У жовтні лідери національного руху організували повстання у Халебі й Дамаску, які після двох днів артилерійських обстрілів Дамаска були придушені, внаслідок яких загинуло близько 5 тис.сирійців.
У 1926—1927 в Халебі й Хомсі почалися стихійні страйки, які незабаром перекинулися і на Дамаск. Популярністю стала користуватися партія сирійських націоналістів «Аш-Шабад» («Народ»), яка незабаром встановила контроль над Установчими зборами, скликаними адміністрацією у 1925, щоб утихомирити хвилю невдоволення. Наступник партії «Аш-Шабад» — Національний блок (організація Кутла Ватанія), який переміг на виборах до Установчих зборів у квітні 1928, висунув проект конституції країни, що передбачав реінтеграцію Сирії і не залишив у ньому місця для колоніальної влади. Незабаром французький верховний комісар розпустив Установчі збори, в 1930 було введено в дію нову конституцію, яка підтверджувала контроль Франції над країною, але передбачала наявність виборного президента і однопалатного парламенту.
У 1935 влада схвалила новий закон про працю, що обмежував перелік професій, представникам яких дозволялось об'єднуватися в профспілки, і поставив робочі синдикати під жорсткий контроль держави. У 1936 профспілки Дамаска об'єдналися в єдиний тред-юніон, а через два роки у Дамаску, Халебі і Хомсі утворили Загальну федерацію робітничих профспілок. Виступи робітничих організацій створили умови для прийняття Національним блоком у січні 1936 «Національного пакту», в якому знову порушувалось питання про проголошення незалежності Сирії та підготовку проекту нової конституції. Опублікування цього пакта збіглося з 50-денним загальним страйком, що паралізував діяльність ринків, шкіл, комунальних служб і фабрик по всій країні. Французька влада марно намагалися придушити страйк. В результаті у верховного комісара не залишилося вибору, і він розпочав переговори з Національним блоком. За підсумками переговорів було підготовлено договір, відповідно до якого де-юре визнавалась незалежність Сирії і скликався новий парламент, але одночасно підтверджувалися й широкі права французів у військовій і економічній галузях. На парламентських виборах у листопаді 1936 переміг Національний блок. У грудні 1936 новий парламент обрав президентом країни Хашима аль-Атасі.
Придушення повстання арабів у Палестині в квітні 1936 розкололо націоналістів і владну коаліцію. Невдоволення поміркованою позицією Національного блоку з палестинського питання призвело, зрештою, до відчуження панарабського крила, центром активності якого був Халеб. Скориставшись цією обставиною, французи знову ввели в Дамаску надзвичайний стан, і у 1939 верховний комісар призупинив дію конституції, розпустив парламент і арештував найбільш активних лідерів національного і робітничого руху. На знак протесту президент країни 7 липня 1939 пішов у відставку, був розпущений парламент, відмінено конституцію і для управління внутрішніми справами було створено Раду директорів.

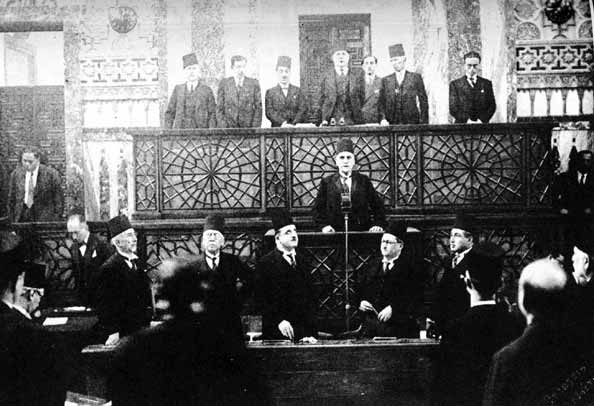
Інавгурація президента Хашима аль-Атасі 1936 року

### Друга світова війна й проголошення незалежності

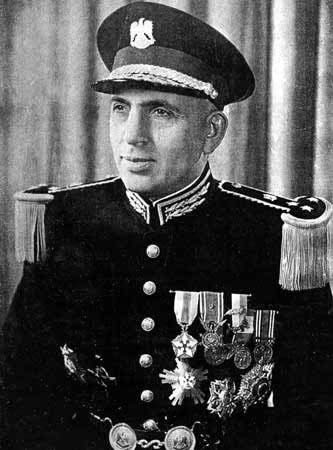
Президент Адіб Шишеклі

Після капітуляції Франції у 1940 в Сирії почалися перебої з хлібом, цукром і бензином. У лютому 1941 Національний блок, на чолі якого став Шукрі Куатлі, організував страйк у Дамаску, який незабаром поширився на Халеб, Хаму, Хомс і Дейр-ез-Зор. Страйк продовжувався протягом двох місяців, що змусило верховного комісара уряду Віші у Франції розпустить раніше призначену Раду директорів. Замість неї було сформовано Комітет на чолі з поміркованим націоналістом Халедом аль-Аземом, який правив Сирією до осені 1941, коли війська Великої Британії і «Вільної Франції» зайняли країну і відновили дію конституції. Між Шукрі Куатлі, адміністрацією «Вільної Франції» і британськими представниками було схвалено угоду, відповідно до якої у липні 1943 в країні було проведено нові парламентські вибори. На них знову переміг Національний блок (перетворений у Національний патріотичний союз), який завоював переважну більшість місць у парламенті. У складі нового уряду опинилися провідні діячі національно-визвольного руху із Дамаска, Халеба і Хомса, але при цьому за бортом залишилися представники Хами, алавіти і друзи.
Як наслідок, відбулася консолідація опозиційних уряду сил навколо лідерів Хами і гірських територій на заході й півдні країни. У парламент був обраний Акрам Хаурані, послідовний противник поміщицької верхівки, яка домінувала у керівництві Національного патріотичного союзу. Тим часом сепаратисти з алавітських і друзьких районів виступили за надання їм автономії. Різні ісламістські організації почали агітаційну роботу серед небагатих ремісників і дрібних торговців у містах півночі й серед жителів найбідніших дамаських кварталів, де оселилися мігранти-селяни з сіл. Соціалісти на чолі з Мішелем Афляком вимагали забезпечити економічну безпеку робітників Дамаска й збіднілих дрібних власників західних і південних районів країни. Спостерігалось також послаблення позицій колишніх сирійських лідерів внаслідок жорсткої політики французів по відношенню до своїх політичних противників і розриву після 1944 торговельних і фінансових зв'язків Дамаска з Бейрутом і Хайфою внаслідок створення автономних держав у Лівані й Палестині.
Номінально Сирія стала незалежною державою у 1945, коли було оголошено про створення національної армії. Країна ввійшла до ООН, а також взяла участь у створенні Ліги арабських держав (першої регіональної організації арабських країн). Однак повної незалежності було досягнуто лише після остаточного виведення французьких і англійських військ 17 квітня 1946. Ця дата стала національним святом Сирії — Днем евакуації.

### Політична нестабільність у 1940–50-х роках
Після виведення французьких військ з Сирії у 1946 країна занурилася у політичну боротьбу між кількома силами: великими землевласниками, дрібними виробниками, селянами та новими політичними рухами. Уряд президента Шукрі аль-Куатлі зіштовхнувся з опозицією з боку соціалістичних партій, що вимагали реформ. Протести й невдоволення поразкою у Палестині 1948 року призвели до військового перевороту 1949 року, очоленого Хусні аз-Заїмом.
Влада аз-Заїма була недовгою: його усунули вже в серпні того ж року. Наступні роки позначилися частими переворотами та політичною нестабільністю. Військовий режим Адіба Шишеклі (1951–1954) тимчасово встановив авторитарне правління, розпустив парламент і заборонив політичні партії, але у 1954 його було усунуто коаліцією військових і цивільних.
У 1954 відновлено парламентське правління, легалізовано політичні партії. На виборах посилилися позиції Партії арабського соціалістичного відродження (Баас), але через фрагментацію лівих уряд сформували помірковані сили. У 1955 президентом знову обрали Куатлі.
Під тиском Холодної війни Сирія наблизилась до Єгипту та СРСР, виступивши проти прозахідного Багдадського пакту. 1956 року підписано угоду про поставки радянської зброї, а 1957 — виявлено змову за участі іракських спецслужб. Це посилило позиції проєгипетської військової еліти.
У січні 1958, на тлі зростаючої зовнішньої загрози та внутрішньої нестабільності, сирійське військове командування звернулося до президента Єгипту Гамаля Абдель Насера з пропозицією об’єднання. У лютому 1958 проголошено створення Об’єднаної Арабської Республіки.

### Спілка з Єгиптом
Сирійці з ентузіазмом ухвалили створення ОАР на референдумі 21 лютого 1958. Було прийнято Тимчасову конституцію союзної держави, що передбачала наявність єдиного президента і уряду, а також існування окремих Виконавчих рад для двох районів ОАР: Північного (Сирійського) і Південного (Єгипетського). У 1959 єгипетську партію Національний союз було оголошено єдиною легальною політичною партією ОАР. Сарадж став міністром внутрішніх справ і керівником усіх сирійських спецслужб.
Прагнення єгиптян уніфікувати економічний устрій обох країн спровокувало повсюдне зростання невдоволення в Сирії. У Каїрі вважали за можливе механічне розповсюдження на Сирію програм розвитку, розроблених для долини Ніла. Коли в Сирії влітку 1961 розпочалися націоналізація і перерозподіл власності, сирійські дрібні і середні міські торговці виступили за вихід зі складу ОАР. Проти «соціалістичних» нововведень виступила навіть «ліва» Баас, мотивуючи свою позицію бажанням пом'якшити критику процесу об'єднання двох держав і посилаючись на те, що ці заходи приведуть швидше до посилення централізованого контролю над економікою, ніж до досягнення соціальної справедливості. Широка опозиція об'єднання і послаблення проєгипетських сил у Сирії після переведення Сараджа на роботу в Каїр допомогли коаліції громадських політиків і військових добитися виходу країни зі складу ОАР у вересні 1961.
28 вересня 1961 військове командування Сирії зробило державний переворот і оголосило про вихід Сирії з Об'єднаної Арабської Республіки.

### Криза парламентської системи (1961—1963)
Після розпаду Об'єднаної Арабської Республіки наприкінці 1961 року в Сирії почався період політичної нестабільності. На політичній арені змагалися три коаліції: соціалісти, що виступали за державний контроль над промисловістю; помірковані, які підтримували спадщину ОАР; і прихильники вільного ринку, пов’язані з великим капіталом. Старі партії втратили вплив, натомість активізувалися насеристи, що зберегли позиції в держапараті й профспілках.
Новий уряд, сформований Маамуном Кузбарі, отримав більшість у парламенті на виборах у грудні 1961, попри слабку підтримку населення. Прем’єр Мааруф ад-Давалібі ініціював денаціоналізацію, скасував соціальні реформи ОАР та почав стимулювати приватне підприємництво, що викликало протест серед селянства і лівих сил. У березні 1962 баасистськи налаштовані офіцери спробували примусити парламент повернутися до реформ, однак зіткнулися з опором насеристів.
У квітні 1962 командування армії на чолі з генералом Абделем Керімом ад-Діном розпустило парламент і заявило про повернення до цивільного правління. Восени уряд очолив Халед аль-Азем, який виключив з коаліції прихильників возз’єднання з Єгиптом і виступив проти політичної ролі армії.
Проте зростання протестної активності, особливо з боку насеристів і ісламістів, призвело до чергового перевороту 8 березня 1963 року, який започаткував новий етап військового домінування в сирійській політиці.

### Баасистський режим (1963-2014)

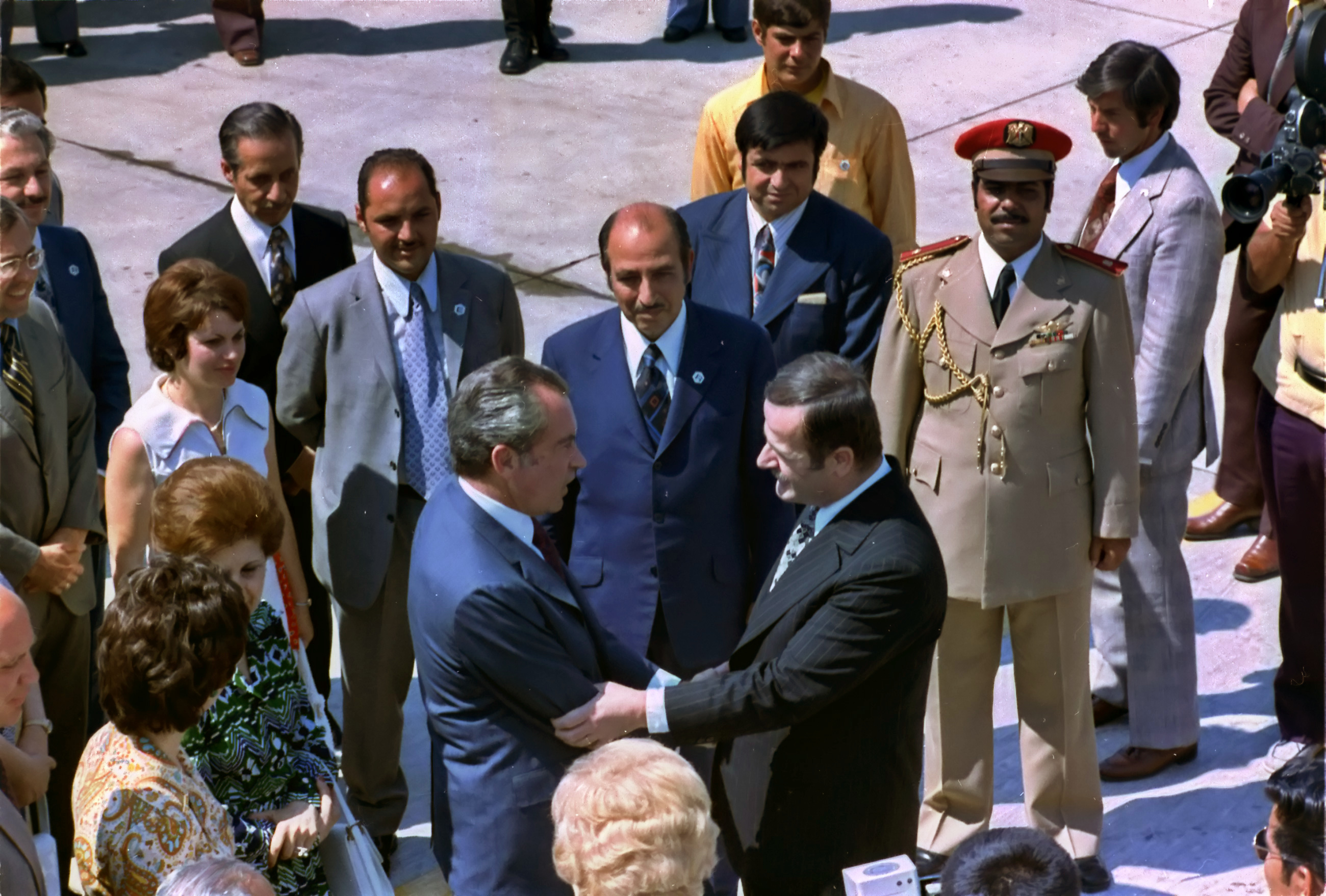
Хафез аль-Асад вітає Річарда Ніксона в аеропорті Дамаска 1974 року

Переворот у Сирії організував Військовий комітет партії Баас, який офіційно не вважався частиною партійної організації, але розділяв цілі її керівництва.
У перші місяці після приходу до влади лідери березневого перевороту націоналізували банки і страхові компанії і розпочали нову аграрну реформу, обмеживши розмір приватних землеволодінь. Прем'єр-міністр Салях Бітар заявив, що приватна власність збережеться «в ефективному секторі промисловості».

#### Внутрішня боротьба всередині Баасу (1963-1970)
Однак у травні 1964 радикали з провінційних партійних організацій націоналізували низку великих промислових фірм у Халебі і Хомсі і запровадили там систему самоврядування. До літа вони переконали уряд дозволити створення загальнонаціональних профспілкових об'єднань і ухвалити новий закон про працю, відповідно до якого зростала роль держави в захисті прав трудящих. Восени було засновано Загальну федерацію селян, а в середині грудня уряд ухвалив рішення про те, що всі майбутні доходи від видобутку нафти в Сирії мають залишатися в руках у держави.
Ці заходи створили основу для радикального перетворення економіки в 1965. У січні було прийнято «Рамаданський соціалістичний декрет», що поставив під контроль держави всі найбільш значні сирійські підприємства. Протягом наступних шести місяців було реалізовано програму подальшої націоналізації. У ході її остаточно порвалися зв'язки між профспілками і селянами, які становили опору партії Баас, і ремісниками і торговцями великих і дрібних міст, які почали відступати від проголошених партією націоналістичних принципів. Напружені відносини між цими двома категоріями населення вилилися в заворушення і демонстрації, що охопили міста весною і літом 1965. Тим самим було встановлено початок боротьбі між помірними баасистськими діячами, пов'язаними з міністром внутрішніх справ Аміном Хафезом, і лідерами лівих баасистів на чолі з генералом Салахом Джадідом за визначення майбутнього курсу баасистської революції. Амін Хафез, що очолив уряд у середині 1964, звернувся за підтримкою до загальноарабського керівництва партії. У свою чергу Салах Джадід посилив свої позиції в регіональному (сирійському) керівництві, призначивши сподвижників на стратегічно важливих постах у сирійській армії. Наприкінці лютого 1966 прихильникам Джадіда, до числа яких входив і командувач військово-повітряними силами генерал Хафез аль-Асад, вдалося остаточно усунути з владних структур Аміна Хафеза і його прихильників.
Новий уряд розпочав створення державних кооперативів, схвалив заходи щодо зосередження оптової торгівлі в громадському секторі, а в 1968 ввів систему централізованого планування. Новий режим пішов на союз з Сирійською комуністичною партією, і до складу уряду було включено видних комуністів. Проти такого курсу виступили в провінційних містах представники середніх шарів, яких змусили підкоритися партійним директивам під наглядом народної міліції, що чисельно розросталася. Навесні 1967 розпочалися антибаасистські виступи, спровоковані редакційною статтею в армійському тижневику, яку було сприйнято широкою громадськістю як атеїстичну. У відповідь владний режим провів мобілізацію своїх озброєних прихильників у рядах робочої міліції, а також частин палестинських партизан, що базувалися в Сирії з 1964, яка прагнула знову залучити арабський світ у визвольну боротьбу. Спіраль мілітаризації, що розкручувалася, допомогла втягнути Сирії в Шестиденну війну з Ізраїлем у червні 1967.
Удари ізраїльської авіації по великих сирійських підприємствах і нафтопереробному комплексі в Хомсі завдали величезної шкоди економіці країни, а окупація Ізраїлем Голанських висот на півдні Сирії серйозно підірвала репутацію кабінету міністрів Джадіда. Неспроможність уряду забезпечити відновлення народного господарства в післявоєнний період спровокувала нову хвилю антиурядових акцій, що прокотилася по містах країни в 1968 і 1969. На чолі цих виступів стояла войовнича ісламістська організація, що очолювалася Марваном Хадідом з Хами. Одночасно наростав розкол і всередині владної верхівки. Радикали, які групувалися навколо Джадіда, ставили завдання посилення державного впливу на економіку і пропонували підпорядкувати військових цивільному крилу Баас. Прагматики, що об'єдналися навколо міністра оборони генерала Хафеза Асада, прагнули створити умови для розвитку приватного підприємництва і зберегти автономію армії; до початку 1970 їм вдалося добитися прийняття постанов про субсидування приватних підприємств і пом'якшення обмежень на імпорт ряду товарів. Ці заходи сприяли економічному підйому країни і створили передумови для державного перевороту в листопаді 1970, внаслідок якого до влади прийшло військове крило Баас на чолі з Хафезом Асадом.

#### Правління Хафеза аль-Асада (1970-2000)
Нове керівництво віддавало перевагу стратегії розвитку, що передбачала державне фінансування й контроль за діяльністю великих капіталомістких підприємств і, одночасно, підтримку торгівлі й інвестиційного процесу в приватному секторі, особливо в будівництві й сільському господарстві.
Уряд Асада розробив п'ятирічний план підйому економіки. Жовтнева війна з Ізраїлем у 1973 році, під час якої Єгипет і Сирія здійснили скоординований наступ на Синайський півострів і Голанські висоти, хоча й була дорогою акцією, продемонструвала, що сирійські збройні сили значно зміцніли порівняно з 1967 р. У 1974 році Ізраїль вивів війська з ряду районів Голанських висот, включаючи місто Ель-Кунейтра. Приватні фірми, що з'явилися в Сирії на початку 1970-х років, виграли від підвищення цін на нафту, що принесло процвітання арабським нафтовидобувним державам після 1973 року, а також від розширення зв'язків з ліванськими банками й підприємствами легкої промисловості. Сирійські підприємці, тісно пов'язані з Ліваном і нафтовидобувними країнами Перської затоки, отримали вигоду від втручання Асада в громадянську війну в Лівані після 1976 року й від зміцнення дипломатичних контактів з багатими Саудівською Аравією й Кувейтом, які надали щедру економічну допомогу Сирії наприкінці 1970-х років.
Однак використання вищими сирійськими чиновниками казенних коштів для підтримки прибічників режиму, а також розмір прибутку, який отримували підприємці від зв'язків з державними компаніями, спровокували обвинувачення владної верхівки в корупції. Ці обвинувачення, разом з конкуренцією державних підприємств і приватних фірм, надали поштовху активізації ісламістського руху наприкінці 1970-х років. На початку 1976 року члени кількох самостійних ісламістських течій почали кампанію, спрямовану проти владного режиму. У 1977—1978 рр. вони організували серію нападів на урядові об'єкти і вбивства відомих державних і партійних діячів.
Навесні 1980 року в Халебі, Хамі й Хомсі відбулися серйозні зіткнення між урядовими військами й протестувальниками.
Найбільш відомою стала каральна акція Асада, відома як «різанина в Хамі» 1982 р., коли армія диктатора знищила ціле місто задля утримання його влади. Це був далеко не останній злочин «династії» Асадів. Після цього центральна влада виступила з рядом примирливих жестів, але вже в липні оголосила членство в організації «Брати-мусульмани» кримінальним злочином. Група впливових релігійних діячів зібрала в листопаді лідерів войовничих ісламістських організацій для створення Ісламського фронту з метою координації діяльності опозиції баасистським лідерам. У відповідь на кинутий виклик режим почав зміцнювати свої позиції, посилюючи суспільний сектор економіки. Уряд підвищив заробітну плату на державних підприємствах, залежність яких від Дамаска, згідно з прийнятими офіційними постановами, зменшувалася, а відповідальність перед місцевою адміністрацією підвищувалася. Приватні компанії, зайняті в обробній промисловості, були оподатковані підвищеним податком. Було вжито низку заходів, особливо в північних і центральних мухафазах, що були спрямовані на те, щоб повернути потік сировини від дрібних приватних фірм до державних підприємств. У 1981 році уряд зобов'язав комерсантів-імпортерів отримувати ліцензії на право ввезення товарів з-за кордону в міністерстві торгівлі та звертатися за необхідними кредитами виключно в державні банки. Торговців, які намагалися оминути ці правила, заарештовували за обвинуваченням у контрабанді й ухиленні від сплати податків.
Зіткнувшись з наступом на свої права, дрібні торговці з Хами під керівництвом членів організації «Брати-мусульмани» підняли в лютому 1982 року відкритий заколот проти влади з гаслами, спрямованими на встановлення ісламського порядку в Сирії. Заколот було жорстоко придушено армією під керівництвом брата президента Ріфата Асада. Наслідком виступу в Хамі стало створення Національного союзу за визволення Сирії, куди увійшли угруповання, що об'єдналися в Ісламський фронт, та інші підпільні організації, які протистояли режиму. Ухвалена ними хартія закликала покласти край корупції, провести вільні вибори до Установчих зборів і лібералізувати конституцію. Однак опозиція не зуміла розвинути успіх. Уряд поставив економіку країни під ще суворіший контроль, маючи намір впоратися з нестачею інвестицій у виробництво й іноземної валюти, а противники Асада перемкнули свою увагу на міжнародні справи, зокрема на питання про підтримку Сирією ісламістського Ірану під час його війни з Іраком (1980—1988).
На початку 1980-х років завершився економічний бум попереднього десятиріччя. Тоді як військові витрати Сирії сильно зросли, особливо після початку масованого ізраїльського наступу в Лівані в червні 1982 року, почалося падіння світових цін на нафту, що істотно знизило валютні надходження. У результаті зменшилися доходи від експорту рідкого палива і скоротився приплив коштів від сирійців, які працювали в багатих арабських нафтовидобувних державах.
У міру зміцнення контролю над країною уряд Асада наприкінці 1980-х років розпочав другий етап лібералізації економіки. У заключній Заяві з'їзду Баас, проведеного в січні 1985 року, критикувалися неефективність і корумпованість державного сектора економіки й було висунуто пропозицію реорганізувати складну систему обмінних курсів з тим, щоб зменшити нелегальний оборот валюти і втрати від незаконних операцій на чорному ринку. Навесні 1985 року новий прем'єр-міністр країни Абдель Рауф Касем почав переговори із західними державами й зарубіжними фінансовими організаціями для залучення іноземних інвестицій у сільське господарство та сферу послуг. При цьому уряд продовжував стверджувати, що подібна політика цілком узгоджується з офіційним планом економічного розвитку Сирії.
У 1986 році Європейська спільнота пообіцяла Сирії фінансову допомогу в розмірі 146 млн екю, однак пізніше заморозила її. Після того як у 1990—1991 рр. сирійське керівництво підтримало дії міжнародної коаліції проти Іраку, ця допомога була розморожена. Емірати Перської затоки й Саудівської Аравії надали країні кошти в розмірі 1,25 млрд доларів і кредити на суму 3-4 млрд дол. Ці вливання дали змогу домогтися рекордного зростання сирійської економіки (на 6 % у 1990 році й на 8 % у 1991 році).
У 1990-х роках уряд Сирії продовжував проводити жорсткий внутрішньополітичний курс. У грудні 1991 р. і березні 1992 р. він звільнив більш ніж 3 тис. політичних в'язнів, але водночас були проведені нові арешти, і кількість осіб, які перебували в ув'язненні з політичних причин, становила, за даними міжнародних правозахисних організацій, кілька тисяч осіб.
Країна зазнавала труднощів, пов'язаних із дефіцитом платіжного балансу й бюджету. Уряд пішов на подальше стимулювання розвитку приватного підприємництва.
Влада прагнула домогтися поліпшення відносин із Заходом. У 1994 році країну відвідав президент США Клінтон (перший візит президента США в Сирію з 1974 р.). Спроби штатівських та інших дипломатів домогтися початку врегулювання сирійсько-ізраїльських відносин не увінчалися успіхом. Сирія заявляла про свою готовність до офіційних переговорів за умови виведення ізраїльських військ з Голанських висот і з Південного Лівану. З 1991 року між обома країнами нерегулярно проводилися зустрічі за посередництва США, але в 1994 році вони були припинені. Після того як у 1995 році військові експерти Ізраїлю й Сирії домовилися про рамки узгодження аспектів безпеки, пов'язані з виведенням ізраїльських сил з Голанських висот, де ізраїльтяни побудували 31 поселення, переговорний процес поновився. Але вже в 1996 році він був знову припинений через арабо-ізраїльське протистояння в Палестині. У грудні 1999 року переговори поновилися знову. Поліпшилися відносини з Йорданією. На сирійсько-йорданському кордоні в 2000 році було організовано зону вільної торгівлі.
У 1998 році владний ПНФ у черговий раз переміг на виборах до Народної ради, а в лютому 1999 року Х.Асад був переобраний президентом, отримавши на референдумі 99,9 % голосів. Однак у керівництві партії Баас уже посилилася боротьба за його спадщину. Колишній віцепрезидент Ріфаат аль-Асад (брат Х.Асада) впав у немилість; його приватний порт у Латакії був у жовтні 1999 року штурмом взятий військами. Сам президент розглядав тепер як свого наступника сина — Башара аль-Асада. У березні 2000 року був усунутий зі своєї посади прем'єр-міністр Махмуд аз-Зуабі, який обіймав цей пост з 1987 року (через 2 місяці він наклав на себе руки через звинувачення в корупції). У новому уряді Мухаммеда Мустафи Міро істотно зміцнилися позиції прихильників Башара.

#### Правління Башара аль-Асада (2000-2024)

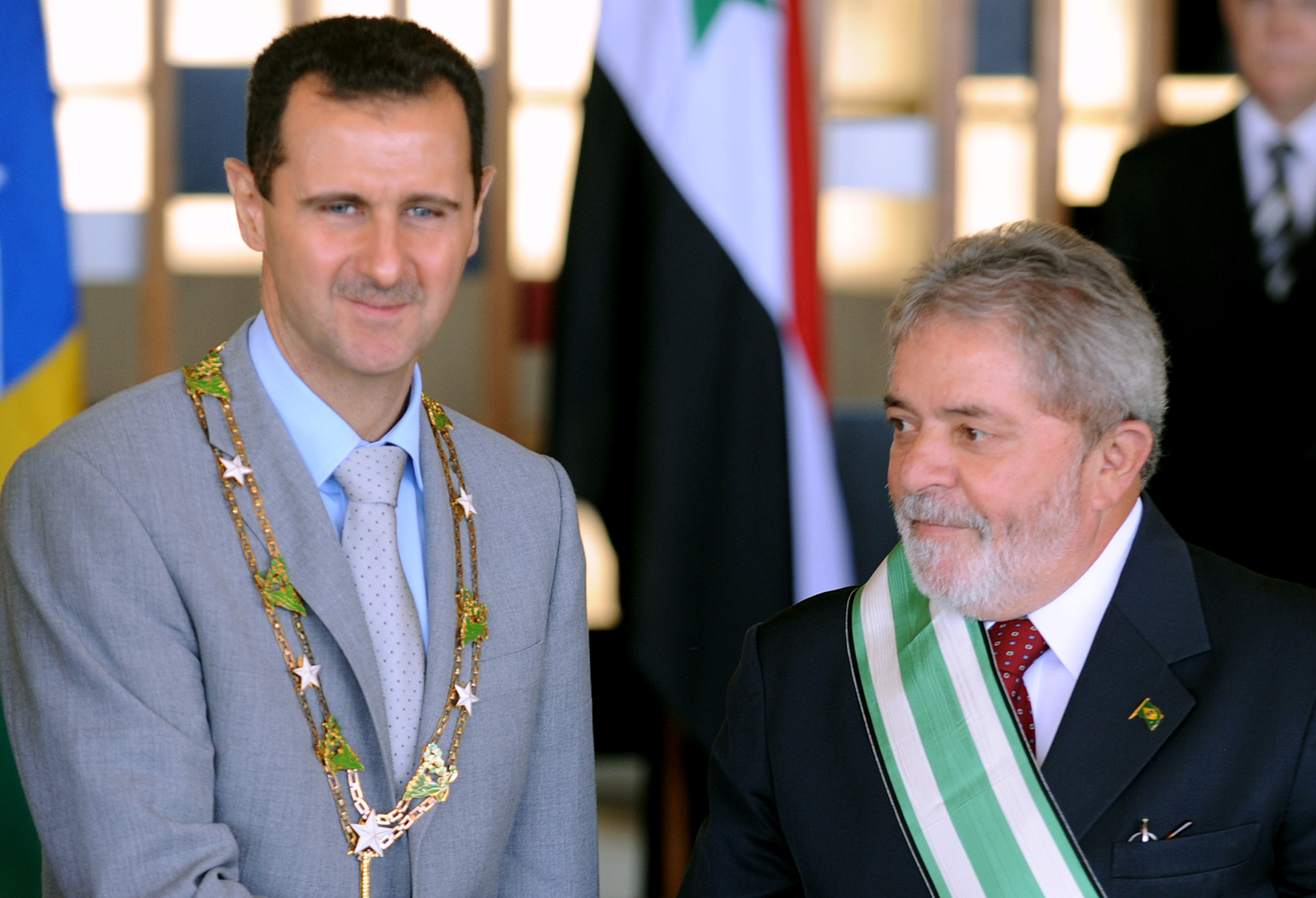
Президент Башар аль-Ассад (ліворуч) з бразильським президентом Лула да Сілва (праворуч), 2010

10 червня 2000 Хафез аль-Асад помер. Після того, як Народна рада знизила вік для кандидатів у президенти до 34 років, Башар аль-Асад був офіційно висунутий партією Баас на президентський пост. На президентських виборах 10 липня 2000 р. він одержав підтримку 97,3 % виборців, які проголосували.
Б.Асад заявив про намір продовжувати спроби досягти урегулювання конфлікту з Ізраїлем, але повторив вимогу про відхід ізраїльтян до кордону, що існував до війни 1967. У 2002 Сирія оголосила про готовність відновити мирні переговори з Ізраїлем з тієї точки, на якій вони були перервані Х.Асадом, і без всяких попередніх умов. Новий президент зробив також кроки щодо поліпшення відносин з Іраком. Прагнучи розширити базу для свого впливу в Лівані, Б.Асад пішов на стратегічне партнерство з радикальною шиїтською організацією «Хезболла».
У 2002 Б.Асад двічі оголошував амністію: було скорочено на третину терміни ув'язнення для дітей у віці 7–18 років, обвинувачених в здійсненні карних злочинів, а в жовтні прощення отримали ті, хто ухилявся від воїнської повинності або дезертирував з сирійської армії. У 2002 було звільнено 12 видних політв'язнів, включаючи комуністів і кількох громадян Йорданії.
У країну поверталися деякі активісти опозиції. У квітні 2002 сто тридцять сім колишніх політичних ув'язнених направили президенту меморандум із закликом зняти всі обмеження і репресивні заходи, накладені на тих, хто раніше був заарештований з політичних причин.
Активізувалася діяльність правозахисних груп, а також опозиційних організацій. У серпні 2002 за ініціативи «Братів-мусульман» у Лондоні пройшла конференція представників опозиції, на якій було прийнято «Національну хартію для Сирії». Проголошені в ній принципи містили дотримання прав людини і відмову від насильства.
Однак нове керівництво Сирії не мало наміру дотримуватися цих принципів і продовжувало переслідувати критиків режиму. Продовжувалися арешти членів правозахисних організацій; багато кому з них влада забороняла займатися юридичною практикою. Серед інших арештованих були деякі з діячів «Братів-мусульман», які повернулися з-за кордону, члени курдських політичних організацій, а також десятки ісламістів, звинувачених у зв'язках з міжнародною терористичною мережею «Аль-Каїда». У червні — липні 2002 десять опозиціонерів, звинувачених у спробах насильної зміни конституційного ладу, були засуджені до різних термінів ув'язнення (до 10 років), однак найбільш видний з них — лідер «СКП-політбюро» Ріад ель-Турк — був у листопаді 2002 помилуваний президентом.
Усього, за даними «Міжнародної амністії», в ув'язненні залишалися сотні політичних противників — передусім, «Братів-мусульман», членів проіракського крила партії Баас, Партії ісламського визволення, Арабської комуністичної організації, палестинські активісти та інш.
На виборах в Народну раду, які відбулися в березні 2003, кандидати ПНФ здобули 167 з 250 місць; інші дісталися незалежним кандидатам.
У 2003 президент Сирії Б.Асад різко засудив американо-британську військову атаку проти Іраку. У відповідь США звинуватили країну в підтримці тероризму і приховуванні діячів іракського режиму Саддама Хусейна. На Сирію були накладені американські санкції. Ряд європейських держав висловили стурбованість в зв'язку з американським тиском на Сирію.

### Громадянська війна в Сирії (з 2011) і падіння режиму Асада
В березні 2011 у Сирії розпочалося протистояння між прихильниками уряду Башара Асада та його противниками, що триває і зараз та набуло форми громадянсько-партизанської війни. Країни Заходу й арабські монархії звинувачують владу Сирії у невиправдано жорстокому придушенні опозиційних виступів, у той час як офіційний Дамаск заявляє, що застосовує силу проти озброєних груп терористів, які намагаються дестабілізувати обстановку в країні. За даними ООН, загальна кількість жертв конфлікту в Сирії майже 70 тисяч осіб, близько 1,5 млн стали біженцями, щонайменше 3,6 млн чоловік стали внутрішньо переміщеними особами.

Прапор Сирії (1932-58), що використовується сирійською опозицією

26 лютого 2012 в усіх провінціях країни відбувся всенародний референдум щодо проекту нової конституції Сирійської Арабської Республіки (САР). Референдум проводився у межах процесу реформ, запропонованого президентом Б.Асадом під тиском народних виступів проти його режиму.
Незважаючи на заворушення, що тривали, сирійський уряд відкрив понад 14 тис. виборчих дільниць для близько 14,6 млн виборців. За ухвалення нового Основного закону країни виступили 7 млн 490 тис. 319 осіб, що становить 89,4 % від тих, що проголосували. Нова Конституція Сирії набрала чинності 27 лютого 2012 року після того, як президент Сирії Башар Асад видав законодавчий указ N 94 від 2012 року про її ухвалення.
Відповідно до нової конституції САР, в країні через 90 днів повинні відбутися парламентські вибори. В основному законі вилучено усі статті, які тією або іншою мірою відносяться до «соціалістичної держави», також скасовується монополія правлячої партії Баас. Офіційно закріплюючи багатопартійну систему, конституція запроваджує заборону на діяльність партій, що базуються на релігійній або етнічній основі.